# Samuela Yavala
Samuela Yavala (ur. 24 sierpnia 1947 w Suvie) – fidżyjski lekkoatleta, olimpijczyk.

## Kariera
Wystąpił jako jeden z dwóch Fidżyjczyków na Letnich Igrzyskach Olimpijskich 1972 (drugim był Usaia Sotutu). Wystartował w eliminacjach biegu na 400 m. Z wynikiem 47,76 zajął 6. miejsce w swoim wyścigu eliminacyjnym, odpadając tym samym z rywalizacji – wyprzedził Théophile’a Nkounkou z Kongo i Francisco Menocala z Nikaragui. Jego rezultat był 45. czasem kwalifikacji wśród 64 startujących biegaczy. Był również zgłoszony do konkurencji skoku w dal, jednak nie pojawił się na starcie zmagań.
W 1974 roku uczestniczył w igrzyskach Brytyjskiej Wspólnoty Narodów. Odpadł w eliminacjach: biegu na 200 m (22,20), biegu na 400 m (48,54) i biegu sztafetowego 4 × 100 m (41,77). W igrzyskach brał też udział w 1986 roku. Zajął wówczas 4. miejsce w sztafecie 4 × 100 m (43,11), jednak Fidżi wyprzedziło wyłącznie zdyskwalifikowaną sztafetę australijską.
Kilkukrotny uczestnik igrzysk Południowego Pacyfiku. Podczas igrzysk w 1969 roku zajął 4. miejsce w biegu na 400 m (50,6), lecz zdobył srebrny medal w sztafecie 4 × 100 m (42,8) i złoto w sztafecie 4 × 400 m (3:19,6). Podczas zawodów w 1971 roku zdobył medal w każdej konkurencji, w której wystartował. Zwyciężył w biegu na 400 m (48,2) i sztafecie 4 × 400 m (3:18,5), a także zdobył dwa srebrne medale na dystansie 200 m (22,1) i w sztafecie 4 × 100 m (41,8). W 1979 roku zdobył dwa złote medale, tym razem w wyścigu na 100 m (10,86) i sztafecie 4 × 100 m (41,86).
W latach 1972–1976 studiował na Eastern New Mexico University w Portales, gdzie ustanowił siedem rekordów uczelnianych na różnych sprinterskich dystansach (200 m, 400 m, sztafety 4 × 100 m i 4 × 400 m). Po zakończeniu kariery pracował w Fiji Sports Council, a także został trenerem lekkoatletyki na Fidżi.
Rekordy życiowe: bieg na 100 m – 10,86 (1979), bieg na 200 m – 21,5 (1971), bieg na 400 m – 46,9 (1972), skok w dal – 7,26 m (1973). 
Najlepszy wynik Yavali w biegu na 200 m był rekordem Fidżi przez 22 lata. Rezultat osiągnięty na Igrzyskach Południowego Pacyfiku 1971 w biegu na 400 m (47,8) był rekordem igrzysk 20 lat, natomiast jego rekord życiowy w skoku w dal również był rekordem Fidżi.